# Automotrice FS E.624
Le automotrici E.624 delle Ferrovie dello Stato erano una serie di automotrici elettriche progettate per il trasporto locale.

## Storia
Le unità erano classificate dalle FS come gruppo E.624.001-018, che raggruppava veicoli di diversa costruzione e provenienza.
Le unità 001 e 002 risalivano agli anni trenta del Novecento; in origine classificate E.24 furono fra le prime elettromotrici ad entrare in servizio per le FS.
Le E.624.003-008 furono invece costruite per la Società Italiana Ferrovie e Tramvie (SIFT) che fra le altre eserciva le linee Piacenza-Bettola e Piacenza-Cremona: quando le FS rilevarono quest'ultima confermarono l'ordine in atto per la costruzione di 6 elettromotrici ed altrettante rimorchiate che avrebbero dovuto prestarvi servizio, in aggiunta alle 3 in servizio sulla linea per Bettola, classificate dalla SIFT Macd 51-53. Nel 1936 tali rotabili furono dunque inseriti nel parco FS come EBCiz 624.003-008 e pCiz 620.001-006 ed inizialmente destinati al servizio sulla ferrovia Porrettana. Nel 1940 le 6 composizioni vennero inviate in Campania per prestare servizio sulla "metropolitana FS" di Napoli assieme alle prime due unità sopra citate. La coppia EBCiz 624.008+pCiz 620.006 fu noleggiata nel 1941 alla SIFT che due anni dopo l'acquistò, rinumerandola Macd 54+Rc 103.
Durante la seconda guerra mondiale le unità 003 e 005 rimasero gravemente danneggiate e furono di conseguenza demolite, rispettivamente nel 1948 e 1946, così come la rimorchiata pCiz 640.003.
Per far fronte alla carenza di materiale le FS decisero dunque di ricostruire come elettromotrici 3 rimorchiate, che assunsero i numeri rimasti "vacanti" venendo classificate come EBCiz 003, 005 e 008.
Due ulteriori esemplari, classificati E.624.009 e 010, provennero invece dalla trasformazione delle rimorchiate pilota pCiz 320.001-002 che erano state costruite contestualmente alle unità 001 e 002.
Infine, le unità E.624.011-018 vennero ricavate dalle rimorchiate pilota EpCiz 623.300-340 in servizio sulla rete delle "Varesine" a terza rotaia.
Le E.624 fecero servizio sulle linee afferenti al nodo di Napoli fino agli anni ottanta. L'unità 008 fu demolita nel 1974, mentre le altre vennero noleggiate a più riprese alla Ferrovia Benevento - Cancello (SFS - Strade Ferrate Sovvenzionate, poi FBN): le E.624.002-004 furono immesse in servizio su tale linea nel 1978. Su tale impianto dal 1967, anno della chiusura della Piacenza-Bettola, prestavano servizio le 4 unità ex SIFT.
Nel 1980 le E.624.001 e 002 furono acquistate dalla LFI, esercente le linee Arezzo-Sinalunga e Arezzo-Stia, cui si aggiunsero nel 1983 le unità 009 e 012. Di tali elettromotrici, sottoposti ad una radicale ricostruzione della cassa, rimangono in servizio in Toscana solo due unità, essendo state le E.624.001 e 002 demolite negli anni duemila in seguito ad un incidente.

## Caratteristiche tecniche

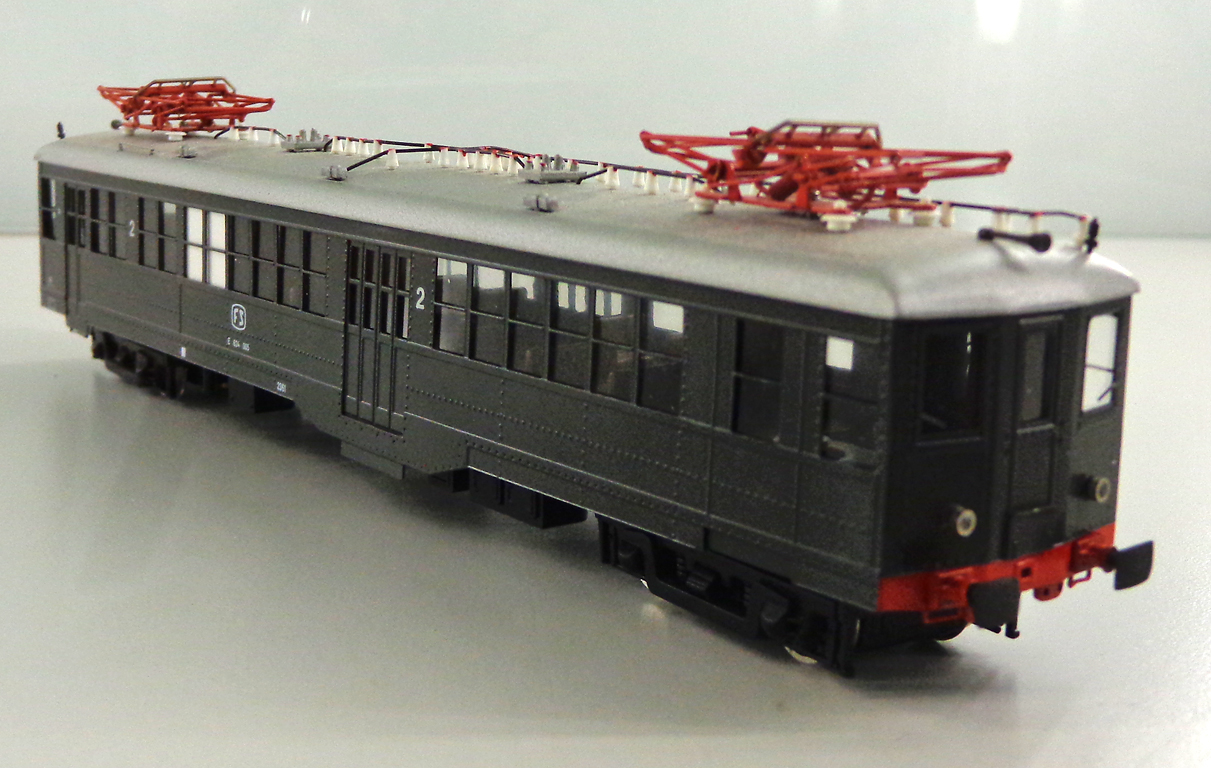
Modello in scala H0 di un'elettromotrice E.624 "piacentina"

La pesante cassa in lamiera chiodata propria delle unità "piacentine" richiamava nelle forme i tram interurbani americani chiamati Interurbans e caratterizzava esteticamente tali rotabili.
Realizzate (almeno le unità 003-008) dalle Officine Reggiane le elettromotrici pesavano 54 t ed avevano rodiggio Bo'Bo'; la potenza oriaria era di 544 kW (potenza continuativa 408 kW) erano dotate del rapporto di trasmissione 25/62 (in seguito modificato in 23/61) che consentiva loro una velocità massima di 120 km/h.

### Prospetto riassuntivo
| Classificazione | Classificazione | Costruttori     | Anno | Lunghezza | Posti a sedere | Interperno | Passo dei carrelli | Massa in servizio | Diametro ruote | Rapporto | Motori     | Note                                      |
| finale          | d'origine       | Costruttori     | Anno | Lunghezza | Posti a sedere | Interperno | Passo dei carrelli | Massa in servizio | Diametro ruote | Rapporto | Motori     | Note                                      |
| --------------- | --------------- | --------------- | ---- | --------- | -------------- | ---------- | ------------------ | ----------------- | -------------- | -------- | ---------- | ----------------------------------------- |
| E.624.001       | E.24 1          | Meridionali/CGE | 1935 | 20.690 mm | 27             | 14.400 mm  | 2.770 mm           | 63 t              | 1.110 mm       | 23/62    | 52.100 FS  | Demolita negli anni 2000 presso la LFI    |
| E.624.002       | E.24 2          | Meridionali/CGE | 1935 | 20.690 mm | 27             | 14.400 mm  | 2.770 mm           | 63 t              | 1.110 mm       | 23/62    | 52.100 FS  | Demolita negli anni 2000 presso la LFI    |
| E.624.003 (I)   | EBCiz 624.003   | Reggiane/CGE    | 1936 | 20.690 mm | 66             | 14.000 mm  | 2.400 mm           | 54 t              | 920 mm         | 23/61    | C.T. 181 A | Demolita nel 1948                         |
| E.624.003 (II)  | pBCiz 620.001   | FS              | 1952 | 20.690 mm | 85             | 14.000 mm  | 2.400 mm           | 54 t              | 920 mm         | 23/61    | C.T. 181 A | -                                         |
| E.624.004       | EBCiz 624.004   | Reggiane/CGE    | 1936 | 20.690 mm | 66             | 14.000 mm  | 2.400 mm           | 54 t              | 920 mm         | 23/61    | C.T. 181 A | -                                         |
| E.624.005 (I)   | EBCiz 624.005   | Reggiane/CGE    | 1936 | 20.690 mm | 66             | 14.000 mm  | 2.400 mm           | 54 t              | 920 mm         | 23/61    | C.T. 181 A | Demolita nel 1946                         |
| E.624.005 (II)  | pBCiz 620.004   | FS              | 1953 | 20.690 mm | 85             | 14.000 mm  | 2.400 mm           | 54 t              | 920 mm         | 23/61    | C.T. 181 A | -                                         |
| E.624.006       | EBCiz 624.006   | Reggiane/CGE    | 1936 | 20.690 mm | 66             | 14.000 mm  | 2.400 mm           | 54 t              | 920 mm         | 23/61    | C.T. 181 A | -                                         |
| E.624.007       | EBCiz 624.007   | Reggiane/CGE    | 1936 | 20.690 mm | 66             | 14.000 mm  | 2.400 mm           | 54 t              | 920 mm         | 23/61    | C.T. 181 A | -                                         |
| E.624.008 (I)   | EBCiz 624.008   | Reggiane/CGE    | 1936 | 20.690 mm | 66             | 14.000 mm  | 2.400 mm           | 54 t              | 920 mm         | 23/61    | C.T. 181 A | Venduta nel 1943 alla SIFT (Macd 54)      |
| E.624.008 (II)  | pBCiz 620.005   | FS              | 1953 | 20.690 mm | 85             | 14.000 mm  | 2.400 mm           | 54 t              | 920 mm         | 23/61    | C.T. 181 A | -                                         |
| E.624.009       | pCiz 320.001    | FS              | 52   | 21.240 mm | 47             | 14.400 mm  | 2.770 mm           | 63                | 1.110 mm       | 23/61    | 52.100 FS  | Ceduta LFI, oggi TFT, tuttora in servizio |
| E.624.010       | pCiz 320.002    | FS              | 52   | 21.240 mm | 47             | 14.400 mm  | 2.770 mm           | 63                | 1.110 mm       | 23/61    | 52.100 FS  | -                                         |
| E.624.011       | pCiz 623.311    | FS              | 1954 | 21.040 mm | 34             | 14.200 mm  | 2.770 mm           | 65                | 1.110 mm       | 23/61    | 52.100 FS  | -                                         |
| E.624.012       | pCiz 623.333    | FS              | 1954 | 21.040 mm | 34             | 14.200 mm  | 2.770 mm           | 65                | 1.110 mm       | 23/61    | 52.100 FS  | Ceduta LFI, oggi TFT, tuttora in servizio |
| E.624.013       | pCiz 623.342    | FS              | 1955 | 21.040 mm | 34             | 14.200 mm  | 2.770 mm           | 65                | 1.110 mm       | 23/61    | 52.100 FS  | -                                         |
| E.624.014       | pCiz 623.304    | FS              | 1955 | 21.040 mm | 34             | 14.200 mm  | 2.770 mm           | 65                | 1.110 mm       | 23/61    | 52.100 FS  | -                                         |
| E.624.015       | pCiz 623.308    | FS              | 1956 | 21.040 mm | 34             | 14.200 mm  | 2.770 mm           | 65                | 1.110 mm       | 23/61    | 52.100 FS  | -                                         |
| E.624.016       | pCiz 623.306    | FS              | 1957 | 21.040 mm | 34             | 14.200 mm  | 2.770 mm           | 65                | 1.110 mm       | 23/61    | 52.100 FS  | -                                         |
| E.624.017       | pCiz 623.314    | FS              | 1957 | 21.040 mm | 34             | 14.200 mm  | 2.770 mm           | 65                | 1.110 mm       | 23/61    | 52.100 FS  | -                                         |
| E.624.018       | pCiz 623.313    | FS              | 1958 | 21.040 mm | 34             | 14.200 mm  | 2.770 mm           | 65                | 1.110 mm       | 23/61    | 52.100 FS  | -                                         |
| Macd 51         | E.505           | Reggiane/CGE    | 1936 | 20.690 mm | 66             | 14.000 mm  | 2.400 mm           | 54 t              | 920 mm         | 23/61    | C.T. 181 A | Ceduta nel 1967 alla SFS                  |
| Macd 52         | -               | Reggiane/CGE    | 1936 | 20.690 mm | 66             | 14.000 mm  | 2.400 mm           | 54 t              | 920 mm         | 23/61    | C.T. 181 A | Ceduta nel 1967 alla SFS, cannibalizzata  |
| Macd 53         | E.506           | Reggiane/CGE    | 1936 | 20.690 mm | 66             | 14.000 mm  | 2.400 mm           | 54 t              | 920 mm         | 23/61    | C.T. 181 A | Ceduta nel 1967 alla SFS                  |